# Coutada
Coutada ist ein Ort und eine ehemalige Gemeinde (Freguesia) im portugiesischen Kreis Covilhã. Die Gemeinde hatte 406 Einwohner (Stand 30. Juni 2011).
Am 29. September 2013 wurden die Gemeinden Coutada und Barco zur neuen Gemeinde União das Freguesias de Barco e Coutada zusammengeschlossen.